# Бин Джезърит
Бин Джезърит (на английски: Bene Gesserit) е ключова социална, религиозна и политическа сила в измисления свят, създаден от Франк Хърбърт за романите от поредицата за Дюн. Бин Джезърит е описано като потайно сестринство, чиито членове тренират телата и умовете си с години за да придобият сили и умения, които изглеждат като магически за околните. Заради потайната им природа и неразбирането на делата им, често биват наричани „вещици“.